# 门村镇
门村镇原是中国山东省青岛市平度市下辖的一个镇，现已撤销。

## 行政区划
门村镇下辖门村、张家店前村、东马家疃村、西马家疃村、西沙岭村、周家庄村、温家庄村、西杨家庄村、东南疃村、东七沟村、西七沟村、张家疃村、尚疃村、东涌泉村、西涌泉村、王仙庄村、栾家庄村、东石河村、西石河村、北桑杭村、西河北村、中河北村、李家河套村、冯家堰村、大营村、前小营村、后小营村、冯家庄村、代王庄村、明家官庄村、唐田村、唐田东庄村、唐田西庄村、段家疃村、王家疃村、窦家疃村、徐家沟村、河南村、荆家寨村、龙王许家村、龙湾庄村、顾家庄村、河西李庄村、新毛庄村、沈家埠村、新沙岭村、夏寨村、东河北村、贾家烟村、赵家烟村、曲家烟村、崔家烟村、高家烟村、赫家烟村、郭家烟村、坦埠村、韩家庄村、曲家庄村、赵家疃村、西石家庄村。